# Trujillo (Càceres)
|  | Per a altres significats, vegeu «Comarca de Trujillo». |

Trujillo és una ciutat d'Extremadura a la província de Càceres a Espanya. Està a 564 metres d'altitud. És una ciutat monumental on destaquen el conjunt arquitectònic de la plaça Major (amb estàtua eqüestre de Pizarro), L'alcàsser àrab, les esglésies de Santa Maria i San Francisco i els palaus de Pizarro-Orellana.

## Demografia
| 9.070 | 9.070 | 8.713 | 9.262 | 9.766 | 9.564 | 9.406 | 9.672 | 9.770 | 9.766 |

## Història
Els romans anomenaren el pujol on està situada Turgalium d'on deriva el nom actual. El 1430 va obtenir el títol de ciutat. Va ser el lloc de naixement dels conqueridors d'Amèrica Francisco Pizarro i Francisco Orellana.

## Fills il·lustres
- Francisco de Assis de la Peña y Yelamos (1832-[...?]), compositor i pedagog musical.

## Estatua eqüestre de Francisco Pizarro
És obra de l'escultor Carlos Rumsey, gran admirador del conquistador trujillano i està realitzada en bronze amb un pes de 6500 quilos erigida sobre granit.

## El Castell
Construït en l'època califal entre els segles x i xi, està situat en la zona més elevada de la ciutat sobre un turó conegut com a "Cabeza de zorro". Fins al segle xvi va mantindre la seva estructura primitiva modificant-se en segles posteriors i presentant en l'actualitat una impressionant estampa que s'albira des de qualsevol punt de la ciutat. Presenta un aspecte totalment militar, sobre la seva porta més meridional es troba el santuari dedicat a la Patrona de Trujillo, la Verge de la Victòria. Des de les torrasses es veu la ciutat i bona part de la comarca. A més, es pot visitar l'aljub i altres dependències situades en l'interior d'aquest castell, erigit en un indret tan estratègic.

## Església de Santa Maria la Mayor
Presenta un estil tard-romànic, tot i que reformada en el segle xvi, és el temple més important de tots els que es trobin dins de les muralles. Està situada en la plaça de Santa Maria i fou probablement edificada en una parcel·la que va estar ocupada amb anterioritat i fins al segle xiii per una mesquita musulmana. L'església compta amb tres naus cobertes amb voltes de creuria i es pot observar el seu retaule major.

## Eleccions municipals
| Candidatura | Candidatura                                                      | Cap de llista           | Vots | Regidors | % vots |
| ----------- | ---------------------------------------------------------------- | ----------------------- | ---- | -------- | ------ |
|             | Partit Socialista Obrer Espanyol                                 | Fernando Acero Pascual  | 1643 | 3        | 26,67  |
|             | Partit Popular-Extremadura Unida                                 | Alberto Casero Ávila    | 3985 | 9        | 64,68  |
|             | Izquierda Unida-Els Verds-Socialistes Independents d'Extremadura | Joaquín Paredes Diéguez | 470  | 1        | 7,63   |
|             | nul                                                              |                         | 71   |          | 1,14   |
|             | vot blanc                                                        |                         | 63   |          | 1,02   |
| Total       | Total                                                            | 6263                    | 6263 | 13       | 100    |